# 玛丽亚·普里马琴科
瑪麗亞·奧克森蒂伊芙娜·普里馬琴科（羅馬化：Mariia Oksentiivna Prymachenko；1909年1月12日—1997年8月18日），乌克兰民间艺术画家，作品倾向于素人藝術流派，从事绘画、刺绣和陶瓷工作。
1966年，普里马琴科被授予乌克兰舍甫琴科国家奖；联合国教科文曾因她的成就而将2009年定名为普里马琴科年。除此之外，基辅的一条街道与一颗微型行星均以她的名字命名。

## 生平
普里马琴科出生于基辅州伊万科夫区的博洛特尼亚村（距离切尔诺贝利仅30公里）的一个农民家庭；其一生中的大部分时间都是在那里度过的。她上了四年学后感染了小儿麻痹症，因此留下了身体缺陷，在对其生活产生了影响的同时，也在后续对其艺术风格产生了一定影响。她晚年时曾如此描述她的第一次绘画经历：“我第一次作画还是我正照看一群鹅的时候——那时候我还年轻。当我穿过一片野花云布的田野、把鹅赶到河岸边的沙滩上之后，我用棍子在沙地上开始画一些花朵——这些花朵有些是现实中存在的，也有些是我所幻想出来的......后来，我又用一些颜料在自己的房子的墙壁上作画；自此之后，我就再也没有停止过绘画。”
孩提时代，普里马琴科的母亲曾教授她刺绣的手艺；因此普里马琴科也曾于20世纪20年代末至30年代初在伊万科夫合作刺绣协会中有过一席之地。她的出众艺术才华得到了艺术家Tetiana Floru的认可；1935年，Tetiana邀请普里马琴科前往基辅乌克兰艺术博物馆的中央实验车间工作。
普里马琴科曾前往基辅接受了先后两次手术，使其能够正常站立；也正是在那里，她结交了她未来的伴侣瓦西里·马林丘克。1941年3月，他们的儿子费迪尔·普里马琴科在基辅出生。然而，她和马林丘克在后者参战之前并没有时间结婚，而马林丘克也最终战死在芬兰而最终没有回来；普里马琴科的兄弟亦在战争中被纳粹杀害。最终，普里马琴科回到伊万科夫，在一个集体农场工作，最终于1998年去世。他的儿子费迪尔之后也成为了一位民间艺术家，于2008年去世；其孙子彼得罗和伊万之后也成为了艺术家。

## 艺术生涯

1999年乌克兰发行的邮票上普里马琴科1977年所绘的“野生扎普隆”

1999年乌克兰发行的邮票上普里马琴科1971年所绘的“豌豆野兽”

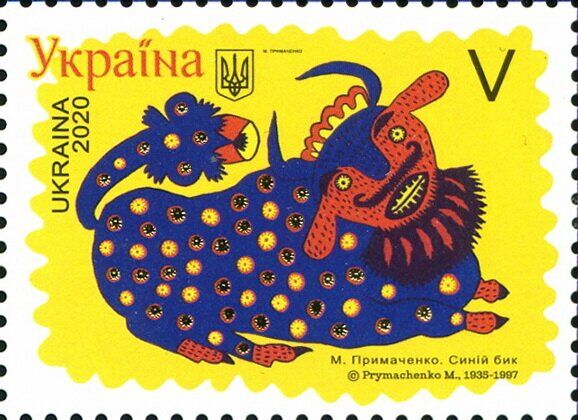
2020年乌克兰发行的邮票上普里马琴科1947年所绘的“蓝牛”

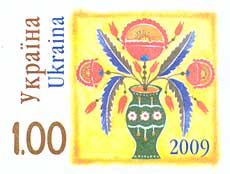
2009年乌克兰发行的邮票，其上亦有普里马琴科所绘作品

1936年第一次共和国民间艺术展展出了普里马琴科的画作。该展会在莫斯科、列宁格勒和华沙巡回展出；普里马琴科也在本次民间艺术展中斩获头奖。1937年，普里马琴科的作品在巴黎展出。
普里马琴科的作品灵感主要来自于乌克兰地区，其中波利西亚的民间传统尤甚，主题主要包括自然世界与童话故事。20世纪30年代，她的主业逐渐从刺绣过渡到绘画，这一时期的作品背景基本都是白色。她大胆而富有表现力的绘画技术在之后的数年内不断发展，也不断以新的方式将绘画与传统的乌克兰图案相结合。
20世纪60年代至80年代，她的风格不断发展，画作的颜色也日趋鲜艳，作品的背景颜色也有了变化。这时，她将绘画中心从水彩画转为了水粉画。20世纪70年代，普里马琴科开始在她的作品的画布背面写上描述绘画内容的词语作为作品名称。

## 所获奖项
1966年，普里马琴科被授予乌克兰塔拉斯舍甫琴科国家奖。联合国教科文组织也曾为纪念她宣布2009年为普里马琴科年。同年，基辅的利卡切夫大道以她的名字重新命名。
巴勃罗·毕加索曾在参观巴黎的普里马琴科展览后说：“这位乌克兰天才所创造的艺术奇迹令我深感敬佩。”

## 遗产

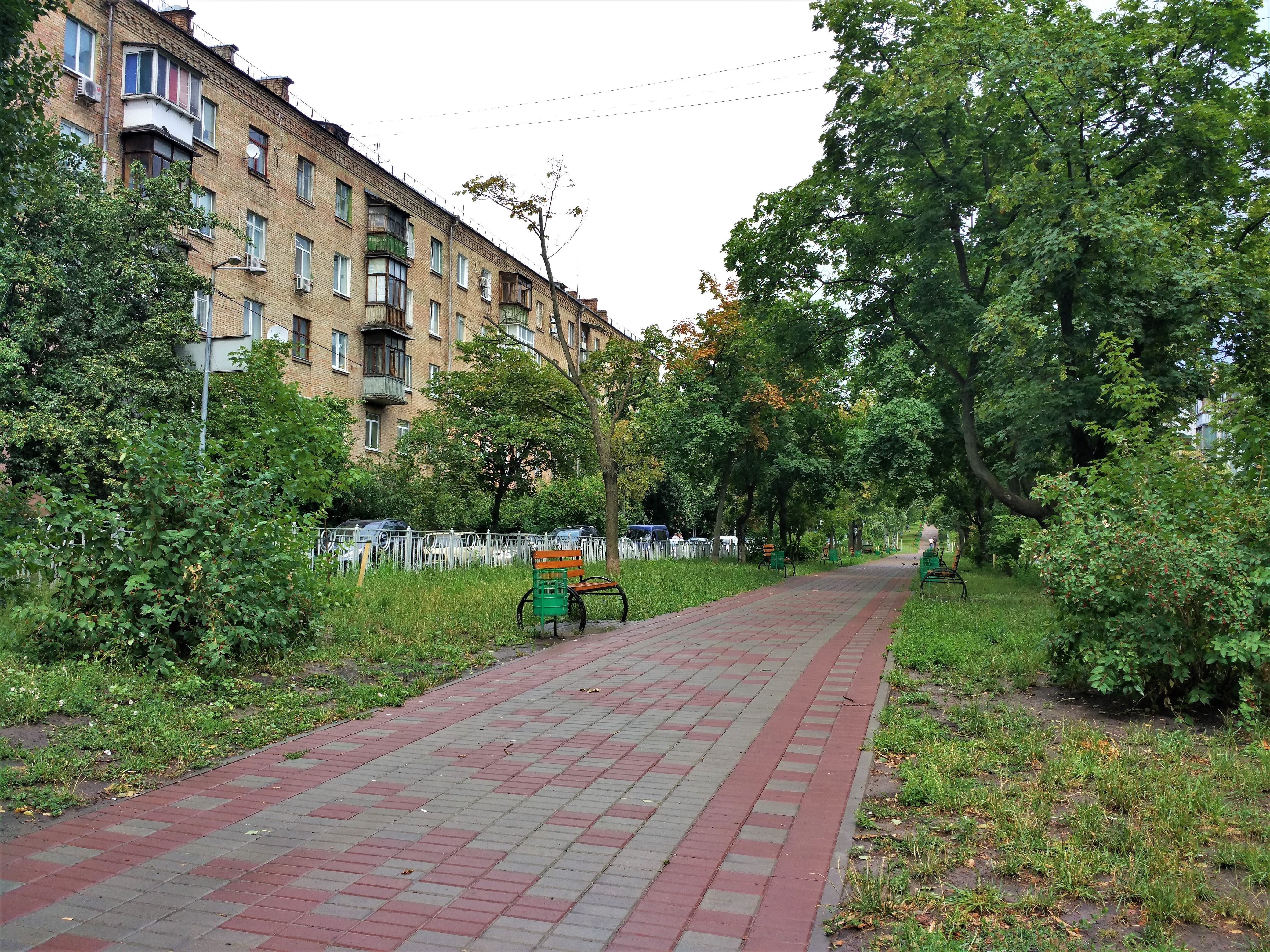
基辅的玛丽亚·普里马琴科大道

普里马琴科的作品曾在前苏联、乌克兰、波兰、保加利亚、法国和加拿大等多国展出；其画集也在世界各地都有出版。她的画作之一《旅行之鼠》也曾被著名的芬兰设计师Kristina Isola应用到了织物设计作品“林中之人”中，芬兰航空也曾将此作品用作飞机外壁图案。乌克兰的邮票和硬币上也曾使用过普里马琴科的作品。
1998 年，克利姆·楚留莫夫将微型行星142624号命名为普里马琴科。
截至目前，普里马琴科的超650件作品被乌克兰国家民间装饰艺术博物馆收藏

## 作品丢失
2022年俄罗斯入侵乌克兰期间，伊万基夫历史和方志博物馆所藏的数件普里马琴科作品在博物馆遇袭后被烧毁；据报道，被毁的作品数量多达25件。也有记者称，当地人在火灾中救出了不少普里马琴科的作品。根据泰晤士报对普里马琴科的曾孙女的采访，普里马琴科的10幅作品被一名博物馆遇袭后立刻冲进博物馆的当地男子救出。
沃斯霍诺德历史文化保护区主任Vlada Litovchenko指出，博物馆不仅收藏了普里马琴科的作品，还收藏了其他乌克兰艺术家的杰作。她说：“俄国人在我们国家的这些地狱般的日子里摧毁了伊万科夫历史文化博物馆；这是乌克兰历史文化权威的另一个不可弥补的损失。”